# Nguyễn Thế Tốt
Nguyễn Thế Tốt là một sĩ quan cao cấp trong Quân đội nhân dân Việt Nam, hàm Chuẩn đô đốc, hiện là Phó Tham mưu trưởng Quân chủng Hải quân.

## Tiểu sử
Khi còn mang quân hàm Đại tá, Nguyễn Thế Tốt từng là Lữ đoàn trưởng Lữ đoàn 101. Trước năm 2017, ông là Phó Tư lệnh Vùng 4 Hải quân. Năm 2017, ông được bổ nhiệm làm Phó Tham mưu trưởng Quân chủng Hải quân. Năm 2019, ông được thăng hàm Chuẩn đô đốc, tương đương Thiếu tướng.

## Lịch sử phong quân hàm
| Cấp bậc | Đại tá | Chuẩn Đô đốc |  |  |  |  |  |  |  |  |
|         |        |              |  |  |  |  |  |  |  |  |